# Genianthus laurifolius
Genianthus laurifolius är en oleanderväxtart som beskrevs av Joseph Dalton Hooker. Genianthus laurifolius ingår i släktet Genianthus och familjen oleanderväxter. Inga underarter finns listade i Catalogue of Life.